# ثينك باد
ثينك باد (بالإنجليزية: ThinkPad)‏ هي علامة تجارية للحواسيب المحمولة والأجهزة اللوحية الموجهة للاستخدام التجاري، والمنتجة منذ عام 1992. تم تصميم وتطوير وتسويق النماذج الأولى من قبل شركة المؤسسة الدولية للحواسيب (آي بي إم)، والتي باعت قسم الحواسيب الشخصية والعلامة التجارية لشركة لينوفو في عام 2005. أصبحت جميع الطرازات الجديدة من ثينك باد تحمل علامة لينوفو التجارية منذ عام 2007، واستمرت الشركة الصينية في تطوير وبيع أجهزة ثينك باد حتى الوقت الحاضر.
طورت سلسلة ثينك باد لأول مرة في منشأة آي بي إم ياماتو باليابان، وتتميز الحواسيب بتصميمها الأسود والمربع، والذي بدأ استخدامه في عام 1990 وما زال يُستخدم في بعض الطرازات. تحتوي معظم النماذج أيضًا على «عصا تأشير» (TrackPoint)، وهي جهاز إدخال صغير في وسط لوحة المفاتيح يُستخدم للتحكم في المؤشر على الشاشة دون الحاجة إلى فأرة أو لوحة لمس. أصبحت هذه الميزة سمة مميزة وأيقونية مرتبطة بسلسلة ثينك باد. حققت السلسلة نجاحًا كبيرًا في السوق التجارية، بينما تستهدف بعض الطرازات الطلاب والسوق التعليمي. استخدمت حواسيب ثينك باد في الفضاء الخارجي، حيث لعدة سنوات الحواسيب المحمولة الوحيدة المعتمدة للاستخدام في محطة الفضاء الدولية.

## التاريخ
دخلت آي بي إم سوق الحواسيب المحمولة متأخرًا مقارنة بالشركات الكبرى الأخرى، حيث أطلقت جهاز PS/2 Note في عام 1992، لكنه لم يحظى باهتمام ملحوظ. طوِّرت ثينك باد بهدف منافسة كومباك وأبل وتوشيبا في أسواق الولايات المتحدة واليابان. كما وقَّعت آي بي إم عقدًا مربحًا مع كلية هارفارد للأعمالٍ لتزويدها بالحواسيب المحمولة. وكان المهندس الياباني أريماسا نايتو (باليابانية: 内藤在正، بالروماجي: Naitō Arimasa) الذي انضم إلى آي بي إم في السبعينيات، هو المسؤول عن تصميم ثينك باد، وأصبح يُلقب بـ«والد ثينك باد».
كان شعار Think الذي أصبح جزءًا من اسم ثينك باد جزءًا من ثقافة آي بي إم منذ عشرينيات القرن الماضي. حيث قام رئيس الشركة في تلك الفترة توماس جون واتسون، الأب بتقديم هذا الشعار ليكون رمزًا للشركة. كانت تُوضع لافتة بلاستيكية تحمل كلمة Think على لوحة التحكم الخاصة بالجهاز عند تركيب كل جهاز حاسب صغير أو حاسب رئيسي من آي بي إم، حيث كانت هذه اللافتة مصنوعة من الألومنيوم، والهدف منها تعزيز ثقافة التفكير والتحفيز على الابتكار في العمل، وهي فلسفة اعتنقتها الشركة منذ ذلك الحين.

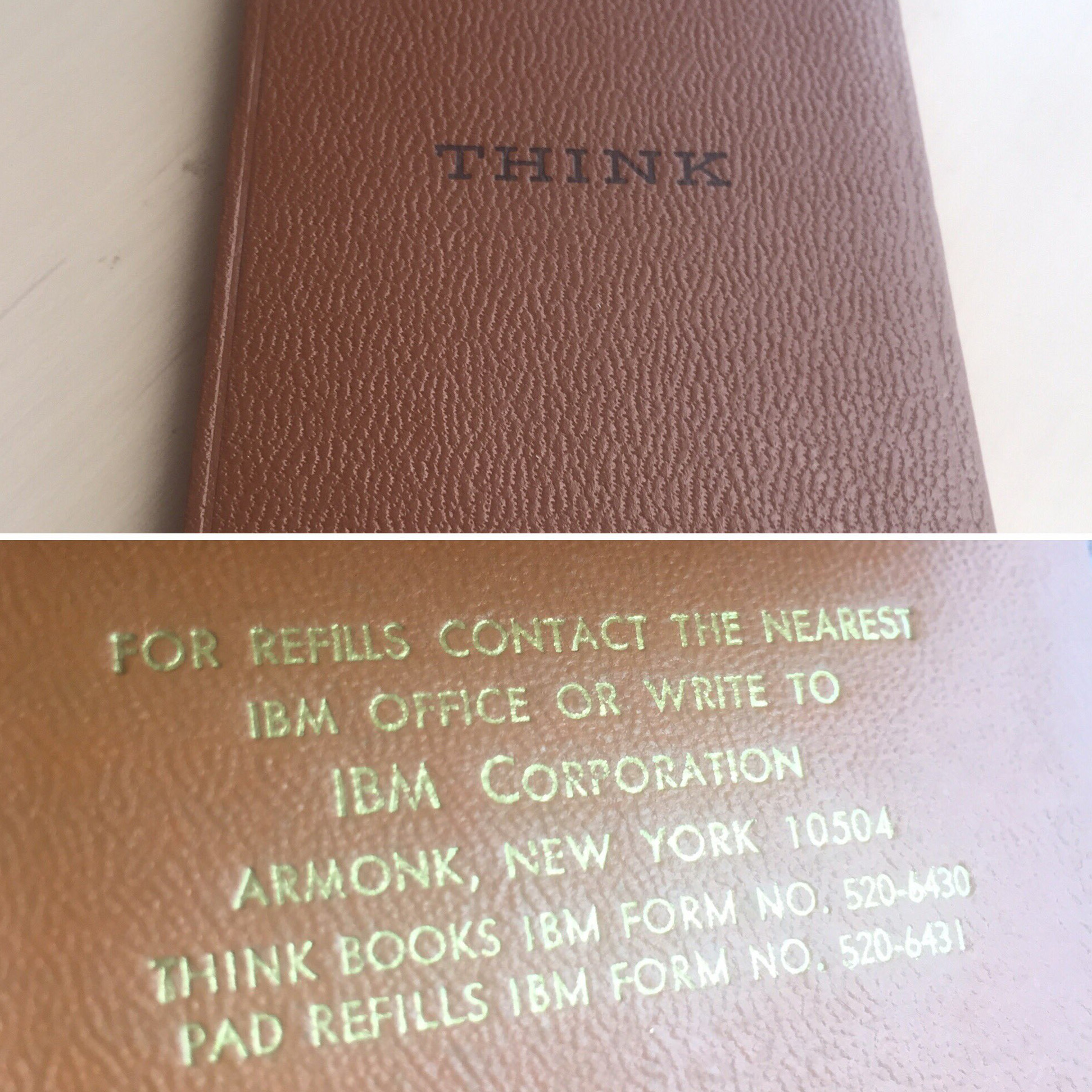
"في الصورة ، يظهر «دفتر ملاحظات آي بي إم THINK» من حقبة الثمانينيات، والذي كان يحمل شعار THINK وألهم لاحقًا تسمية جهاز الحاسب المحمول ثينك باد. كان هذا الشعار رمزًا ثقافيًا لشركة آي بي إم لتشجيع التفكير والإبداع، وقد تبنت نفس الفلسفة في تصميم أجهزة ثينك باد

هذه الثقافة والشعار استمروا حتى في اسم ثينك باد، والذي يعكس نفس الروح من الابتكار والتفكير العميق. كانت آي بي إم توزع دفاتر ملاحظات صغيرة مكتوب على أغلفتها كلمة THINK على مدار عقود، سواءًا للعملاء أو الموظفين. كان الشعار THINK جزءًا من ثقافة الشركة، ويعكس تحفيز التفكير والإبداع. اقترح أحد موظفي آي بي إم المدعو ديني وينرايت في أحد الأيام اسم ثينك باد لجهاز الحاسب المحمول الجديد الذي كانت الشركة تطوره، وذلك لأنه كان يحمل أحد هذه الدفاتر الصغيرة في جيبه. تم قبول الاسم ثينك باد على الرغم من معارضته في بادئ الأمر من قبل لجنة التسمية في آي بي إم، حيث كانت الشركة تستخدم الأسماء الرقمية فقط لأجهزتها في ذلك الوقت. ومع ذلك، اعتمد الاسم بعد أن لاقى إعجابًا كبيرًا من الصحفيين والجمهور.

### النماذج الأولى
في أبريل 1992، أعلنت آي بي إم عن أولى نماذج ثينك باد، وهي 300 و700 و700C، جميعها تم إطلاقها في 5 أكتوبر 1992. و تم إصدار جهاز 700T في عام 1993 كجهاز لوحي. وكان أول منتج يتم تطويره تحت استراتيجية جديدة من آي بي إم تعرف بـ "شخصية المنتج المتميزة". هذه الاستراتيجية كانت تهدف إلى تصميم منتجات تتمتع بخصائص فريدة تميزها عن غيرها في السوق.
التصميم كان نتيجة تعاون بين ريتشارد سابير (المصمم الصناعي الشهير) وتوم هاردي (رئيس برنامج التصميم المؤسسي في آي بي إم).
وفي تطوير جهاز 700C، كان هناك تعاون وثيق بين ريتشارد سابير (المصمم الصناعي الشهير) و كازوهیکو يامازاكي (المصمم الرئيسي لأجهزة الكمبيوتر المحمولة في مركز تصميم آي بي إم في ياماتو باليابان).
كان يامازاكي مسؤولًا عن التنسيق بين سابير وفريق الهندسة في مركز ياماتو. كان دوره مهمًا لأنه عمل كحلقة وصل بين التصميم والتكنولوجيا، مما ساعد في تحقيق التناغم بين الأفكار الإبداعية والتطبيقات التقنية خلال عملية تطوير الجهاز.

شعر ثينك باد (1992-2005)

لقي توم هاردي تقديرًا لقيادته المبتكرة في إدارة التصميم خلال تطوير ثينك باد، حيث تم تسميته "مبتكر العام 1992" من قبل مجلة PC Magazine.
أول جهاز لوحي من ثينك باد كان يعتمد على نظام التشغيل PenPoint
وهو نظام تشغيل تم تطويره في التسعينات بواسطة Go Corporation. هذا النظام كان مخصصًا للأجهزة اللوحية، ويتيح التفاعل باستخدام القلم (Stylus) بدلاً من لوحة المفاتيح التقليدية. كما كان يوفر واجهة رسومية تدعم الكتابة اليدوية والتفاعل باللمس
ونم تصميمه خصيصًا للأجهزة اللوحية. كان الاسم الرسمي لهذا الجهاز هو IBM ThinkPad 2521،
تم طرح جهاز IBM ThinkPad 2521 كإصدار موجه للمطورين لاختبار تقنيات الأجهزة اللوحية. لاحقًا، أصبح الجهاز متاحًا للشراء من قبل الجمهور العام تحت اسم ThinkPad 700T في أكتوبر من نفس العام.
اعتمدت شركة آي بي إم (IBM) أساليب مبتكرة للترويج لجهاز ثينك باد (ThinkPad)، تضمنت برامج تجريبية وإعلانات مكثفة قبل الإطلاق، بالإضافة إلى برنامج إعارة شامل. من خلال هذا البرنامج، أُعير الجهاز لمجموعة من المستخدمين لاختباره في ظروف واقعية، بما في ذلك بيئات قاسية مثل مواقع التنقيب الأثرية.
على سبيل المثال، تم إعارة جهاز ثينك باد لعلماء آثار في موقع أثري بمدينة ليونتوبوليس في مصر. وأشاد تقرير الفريق بمتانة الجهاز وأدائه المميز، واصفين إياه بأنه قوي بما يكفي لتحمل أصعب الظروف البيئية دون الحاجة إلى عناية خاصة.
"الإشادة النقدية والنجاح التجاري الذي حققه جهاز ثينك باد كان له دور محوري في تعزيز أوضاع شركة آي بي إم (IBM) المالية واستعادة مكانتها البارزة في السوق."
حققت أولى أجهزة ثينك باد نجاحًا كبيرًا، حيث حصلت على أكثر من 300 جائزة تقديرًا لتصميمها وجودتها.

## الاستحواذ من قبل لينوفو

شعار ثينك باد (2005-2007)

في عام 2005، استحوذت لينوفو (Lenovo) على قسم الحواسيب الشخصية من آي بي إم (IBM)، بما في ذلك علامة ثينك باد كعلامة رئيسية. وقال مؤسس لينوفو، ليو تشوانجي، "لقد استفدنا من استحواذنا على آي بي إم بثلاث طرق رئيسية: حصلنا على علامة ثينك باد التجارية، والتقنيات المتطورة لتصنيع الحواسيب الشخصية من آي بي إم، بالإضافة إلى موارد الشركة الدولية مثل قنوات المبيعات العالمية وفرق العمليات. هذه العوامل الثلاثة ساعدت في تعزيز إيرادات مبيعاتنا خلال السنوات الأخيرة."

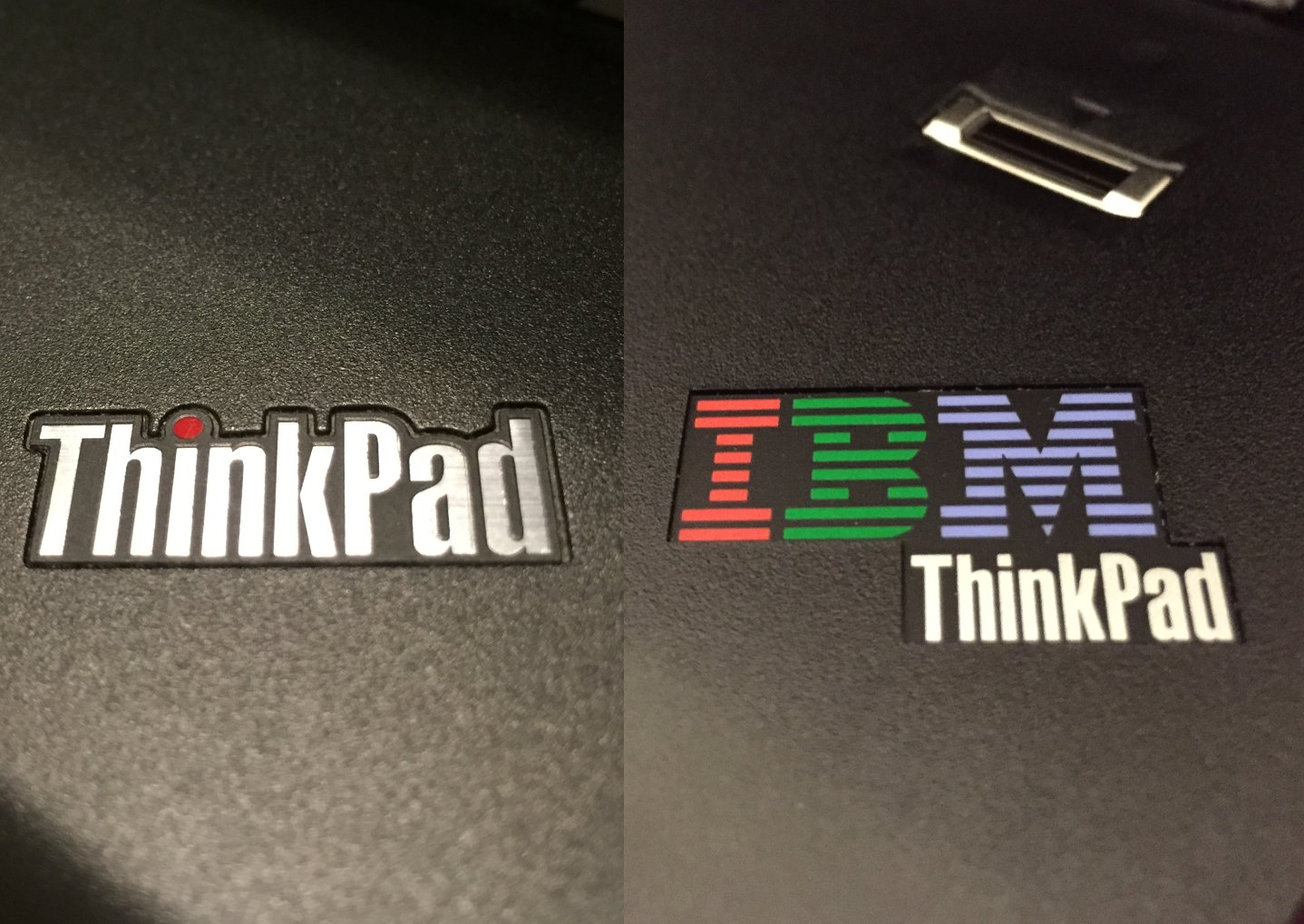
شعار ثينك باد الذي استخدمته لينوفو منذ عام 2007 (يسار) والشعار الأصلي لـ ثينك باد الذي استخدمته آي بي إم (يمين).

بعد استحواذ لينوفو على قسم الحواسيب الشخصية من آي بي إم في 2005، حصلت على حق استخدام اسم آي بي إم التجاري لمدة خمس سنوات. ومع ذلك، قررت لينوفو استخدام اسم آي بي إم فقط لمدة ثلاث سنوات (حتى 2008)، ومن ثم بدأت بتسويق منتجات ثينك تحت علامتها التجارية الخاصة.
في عام 2012، أصبحت لينوفو المسؤولة بشكل كامل عن تصنيع وتسويق منتجات ثينك، بينما استمرت آي بي إم في لعب دور رئيسي في تقديم خدمات الصيانة والإصلاح لهذه المنتجات. في تلك الفترة، تعاونت كل من آي بي إم و لينوفو في تصميم منتجات ثينك، حيث كان لكل منهما دور في تطوير هذه الأجهزة الموجهة للسوق التجارية.

## التصنيع
منذ استحواذ لينوفو على ثينك باد في 2005، تم تصنيع معظم الحواسيب في المكسيك، سلوفاكيا، الهند، والصين. كما يوجد مركز تصنيع وتوزيع في الولايات المتحدة قرب مقر لينوفو الرئيسي
في عام 2012، قامت لينوفو بإنتاج مجموعة محدودة من إصدارات خاصة من حواسيب ثينك باد بمناسبة الذكرى السنوية للعلامة التجارية. تم تصنيع هذه الأجهزة في مدينة يونيزاوا بمحافظة ياماغاتا في اليابان، وذلك بالتعاون مع شركة إي إن سي (NEC). كان هذا جزءًا من خطة لينوفو الأوسع لنقل بعض عمليات التصنيع من الصين إلى اليابان، بهدف تنويع مواقع الإنتاج وتحقيق مزيد من التنوع في العمليات.
في عام 2014، على الرغم من زيادة المبيعات بنسبة 5.6٪ مقارنة بالعام السابق، فقدت لينوفو مكانتها كأكبر شركة مصنعة للحواسيب المحمولة التجارية. ومع ذلك، احتفلت الشركة بإنجاز كبير في عام 2015، حيث قامت بشحن الوحدة رقم 100 مليون من سلسلة ثينك باد.
في عام 2017، قامت لينوفو بإطلاق نموذج خاص من حواسيب ثينك باد بمناسبة الذكرى الخامسة والعشرين لإطلاق علامة ثينك باد التجارية. هذا الإصدار كان يهدف للاحتفال بتاريخ طويل من الابتكار والنجاح الذي حققته السلسلة في مجال الحواسيب المحمولة، خاصة في السوق التجارية.
في عام 2022، أطلقت لينوفو جهاز ThinkPad X1 Carbon Gen 10 خاصًا للاحتفال بالذكرى الثلاثين لعلامة ثينك باد.

## التصميم

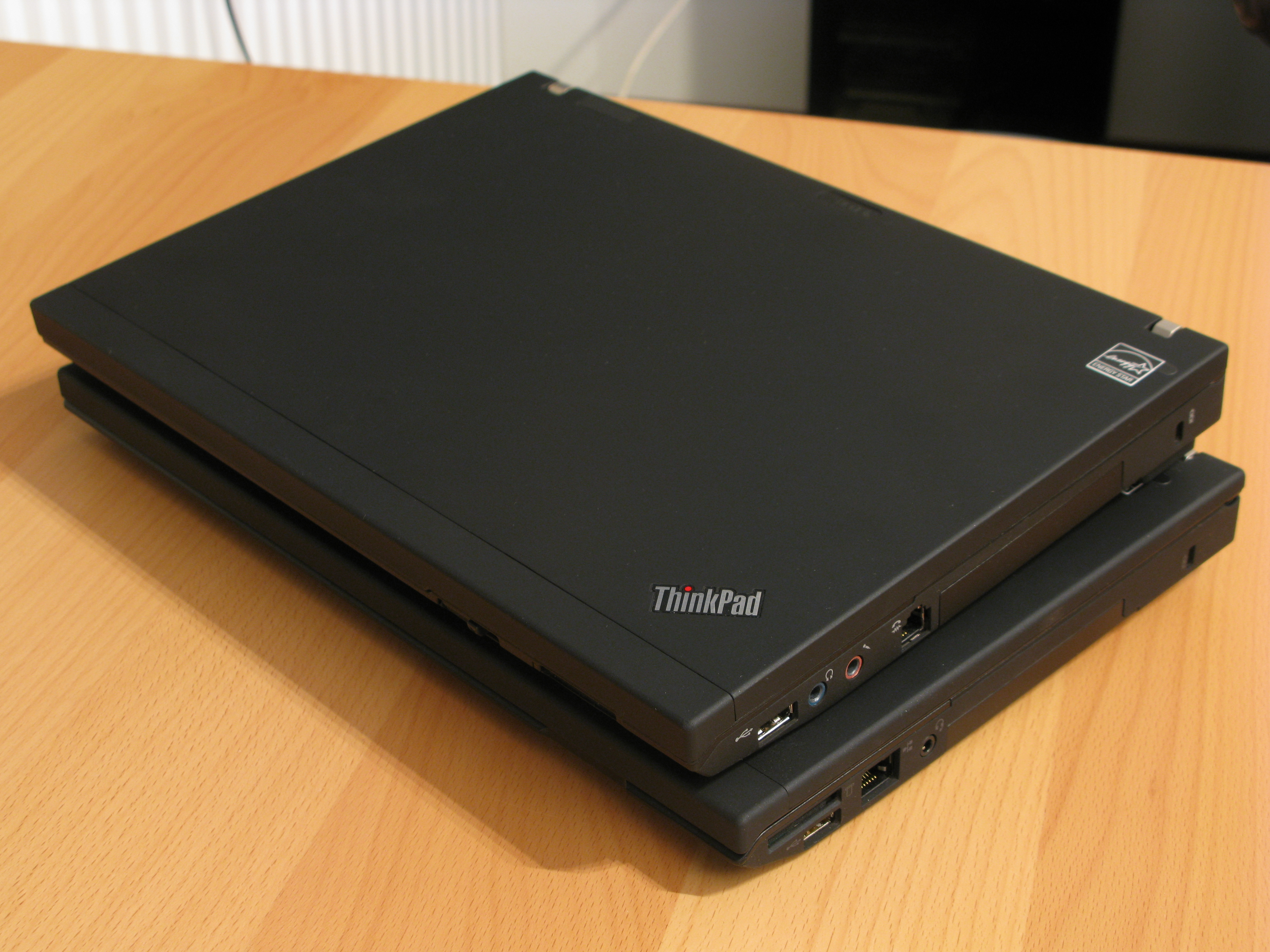
الهيكل الأسود المربع هو السمة المميزة لحواسيب ثينك باد، حيث حافظت على هذا التصميم التقليدي الذي يعكس طابعها الاحترافي والمتين. في الصورة التي يظهر جهاز X201 فوق جهاز X220، وكلاهما يتمتع بنفس التصميم الأسود المربع الذي اشتهرت به سلسلة ثينك باد.

مظهر حواسيب ثينك باد ظل ثابتًا إلى حد كبير طوال تاريخ العلامة التجارية. تتميز معظم نماذج ثينك باد بلونها الأسود الكامل من الداخل والخارج وتصميم هيكل مربع الشكل. هذه العناصر التصميمية ساعدت في إبراز طابعها الاحترافي والعملي. أما في النماذج الأحدث من لينوفو، فقد تم إدخال بعض التعديلات في التصميم مثل إضافة خطوط منحنية، ما يجعلها تبدو أكثر حداثة. من الناحية الهيكلية، تستخدم ثينك باد مواد قوية وخفيفة مثل المغنيسيوم، البلاستيك المقوى بألياف الكربون، أو التيتانيوم لضمان متانة الجهاز وتخفيف وزنه في نفس الوقت.
تم إنشاء مفهوم التصميم الصناعي في عام 1990 على يد المصمم الإيطالي ريتشارد سابر، الذي كان مستشارًا لتصميم الشركات في آي بي إم، ومنذ عام 2005 أصبح أيضًا مستشارًا لشركة لينوفو.
فكرة تصميم ثينك باد استلهمت من "صندوق الغداء الياباني التقليدي" المعروف باسم بينتو. يتميز هذا الصندوق بتصميمه البسيط والمغلق من الخارج، لكنه يضم محتويات متنوعة ومرتبة بشكل عملي من الداخل. بالمثل، كان تصميم ثينك باد يبدو بسيطًا ومربعًا من الخارج، مما يعكس الاحترافية والمتانة. لكن بمجرد فتح الجهاز واستخدامه، يكشف عن تقنياته المتطورة وأدائه العالي. هذا التصميم يعكس تركيزًا على البساطة والوظائف العملية.

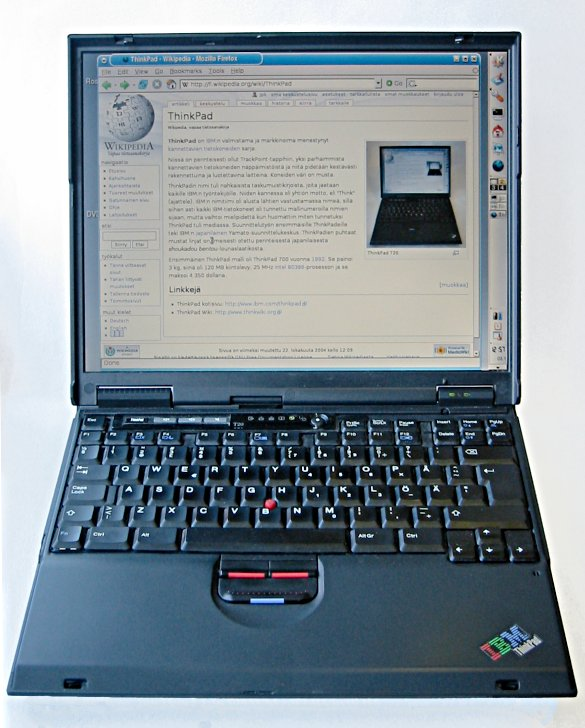
جهاز ThinkPad T20 الذي صدر عام 2000

منذ إطلاق جهاز ثينك باد في عام 1992، استمر المصمم ريتشارد سابر في تحديث وتحسين تصميم الجهاز بشكل مستمر. على مر السنين، تم إجراء تعديلات على الشكل الخارجي والتقنيات الداخلية لجعل الجهاز أكثر ملاءمة لاحتياجات المستخدمين الحديثة. رغم التحديثات المستمرة، حافظ ثينك باد على هويته البسيطة والمربعة التي تميز الجهاز، بينما تطورت مكوناته الداخلية بشكل يتماشى مع التقدم التكنولوجي في عالم الحواسيب المحمولة.
في الذكرى العشرين لإطلاق ثينك باد، قام ديفيد هيل، الذي كان جزءًا من فرق التصميم في شركتي آي بي إم ولاحقًا لينوفو، بتأليف كتاب تكريمي عن تصميم ثينك باد بعنوان ThinkPad Design: Spirit & Essence (تصميم ثينك باد: الروح والجوهرة). الكتاب يسلط الضوء على فلسفة التصميم التي أُعتمدت في تطوير ثينك باد على مر السنين، ويستعرض كيفية تصميمه ليعكس البساطة، المتانة، والأداء العالي. كما يتناول الكتاب الجهود التي بذلها فريق التصميم في آي بي إم ولينوفو لإضافة لمسات إبداعية جعلت ثينك باد يتميز عن باقي الحواسيب المحمولة في السوق.

## الميزات والتقنيات
تتمتع سلسلة ThinkPad بعدد من الميزات الفريدة التي جعلت منها خيارًا مميزًا للأعمال والمستخدمين المحترفين. إليك شرح مفصل لهذه الميزات:
1. TrackPoint: هو نقطة تتبع صغيرة حمراء موجودة في وسط لوحة المفاتيح، والتي تسمح للمستخدمين بتحريك المؤشر على الشاشة دون الحاجة لاستخدام الماوس أو لوحة اللمس. كانت هذه الميزة مبتكرة في ThinkPad وتستمر في تميز السلسلة عن غيرها من أجهزة الكمبيوتر المحمولة، حيث يوفر طريقة مريحة ودقيقة للتنقل دون الحاجة لتغيير وضع يديك عن لوحة المفاتيح.
2. حماية الأقراص الصلبة: قدمت ThinkPad ميزة حماية القرص الصلب ضد الصدمات، حيث يتضمن الجهاز مستشعرات تكشف عن الحركة المفاجئة أو الاهتزازات، مما يسمح بإيقاف تشغيل القرص الصلب تلقائيًا لحمايته من التلف عند تعرضه للصدمات أو الحركات المفاجئة. هذه الميزة ساعدت في الحفاظ على البيانات من الفقدان أو التدمير.
3. وحدة النظام الموثوق (TPM): هي شريحة أمان مدمجة في أجهزة ThinkPad التي توفر تشفيرًا آمنًا للبيانات وحماية للمفاتيح الرقمية. يستخدم TPM لتخزين البيانات الحساسة مثل كلمات المرور أو مفاتيح التشفير بطريقة آمنة، مما يعزز من أمان الجهاز ويحميه من التهديدات الخارجية.

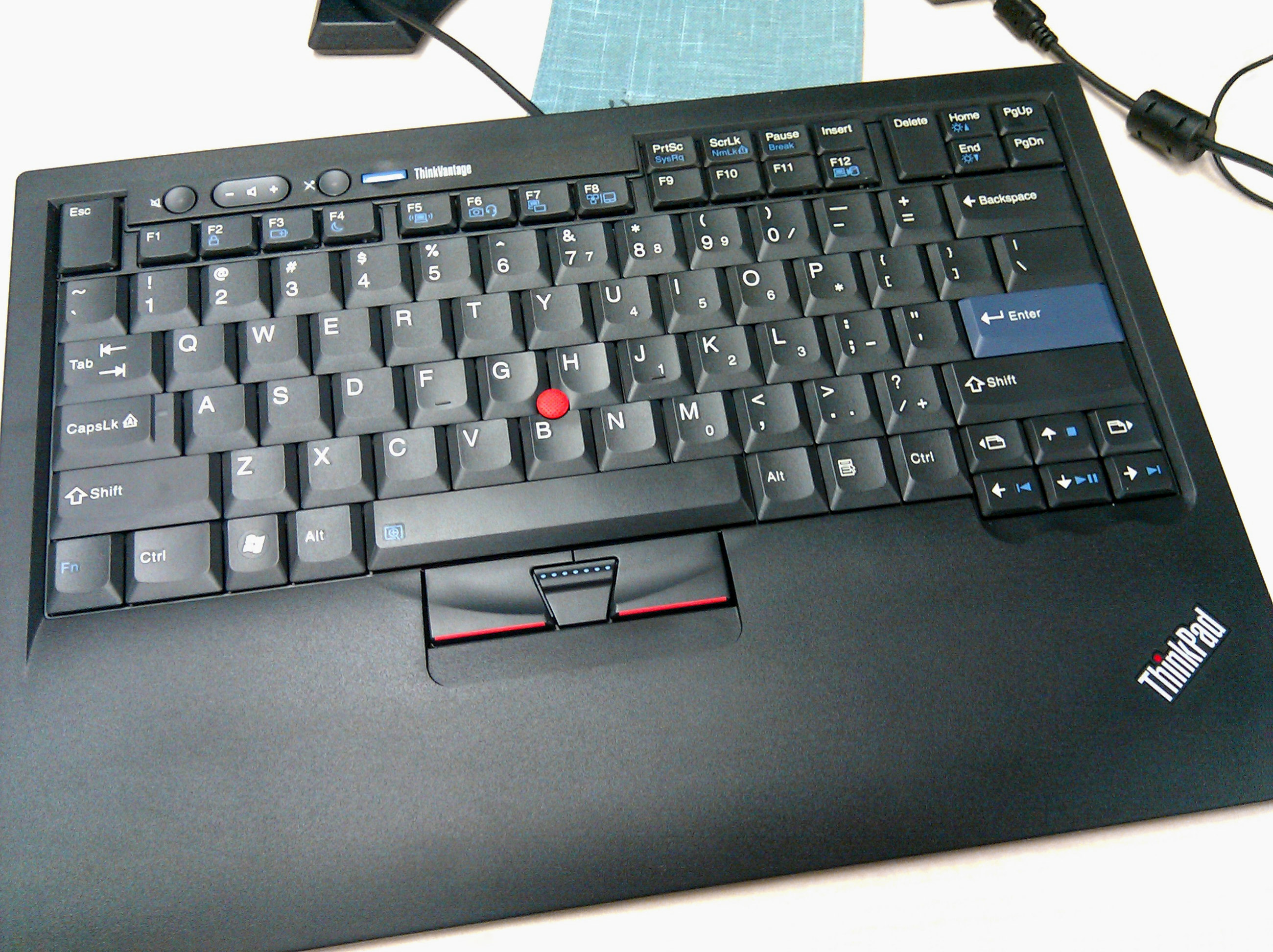
اللوحة المدمجة في هذا الـ ThinkPad تشمل جهاز سلكي وزر ThinkVantage الأزرق وزر Enter، بالإضافة إلى TrackPoint للتحكم في المؤشر بدلاً من لوحة اللمس.

هذه التقنيات لم تكن موجودة في أجهزة الكمبيوتر المحمولة الأخرى في وقتها، مما جعل ThinkPad رائدًا في تقديم تقنيات موجهة نحو الأمان، الأداء العالي، والموثوقية، والتي أصبحت الآن من المعايير الأساسية في معظم أجهزة الكمبيوتر المحمولة.

### لينوفو فانتاج (Lenovo Vantage)
هو برنامج من شركة لينوفو لإدارة الكمبيوتر، والذي كان يُعرف في البداية باسم "IBM Access" ثم تم تغييره إلى "ThinkVantage". يتيح هذا البرنامج للمستخدمين مجموعة من الأدوات التي تساعد في إدارة النظام مثل:
- النسخ الاحتياطي للبيانات
- التشفير
- تثبيت وتحديث برامج التشغيل
- مراقبة النظام

لكن مع مرور الوقت، بعض الميزات التي كانت موجودة في Lenovo Vantage تم استبدالها أو دمجها مع الميزات المدمجة في Windows 10/11.

### شرائح TPM (وحدة النظام الموثوق)
هي شريحة أمان مدمجة تُستخدم لحماية البيانات الحساسة مثل كلمات المرور والمفاتيح الرقمية عبر التشفير.
كانت IBM أول شركة تدعم TPM في أجهزتها، مما ساعد في تحسين أمان الأجهزة من خلال توفير حماية إضافية ضد التهديدات مثل البرمجيات الخبيثة والسرقة الرقمية. و لا تزال أجهزة ThinkPad الحديثة تحتوي على ميزة شرائح TPM. هذه الشريحة توفر طبقة إضافية من الأمان من خلال تخزين البيانات الحساسة مثل كلمات المرور والمفاتيح الخاصة بشكل مشفر، مما يساعد في حماية الأجهزة من الهجمات الأمنية ويعزز الخصوصية.

### ثينك شاتر ( ThinkShutter )
هو غطاء خصوصية مدمج في بعض أجهزة ThinkPad، مخصص لحجب كاميرا الويب. يتميز هذا الغطاء بتصميم ميكانيكي بسيط يمكن تحريكه يدويًا لإغلاق أو فتح كاميرا الويب. يهدف هذا الغطاء إلى حماية خصوصية المستخدمين من المراقبة غير المرغوب فيها عند عدم استخدام الكاميرا.

### لوحات المفاتيح المقاومة للتسرب (Spill-resistant keyboards)
هي ميزة موجودة في بعض أجهزة الكمبيوتر المحمولة، مثل ThinkPad، تهدف إلى حماية الجهاز من الأضرار الناتجة عن السوائل المنسكبة. إذا حدثت حادثة تسريب مثل سكْب الماء أو القهوة على لوحة المفاتيح، فإن هذا النوع من اللوحات مصمم بحيث يتم تصريف السائل بعيدًا عن المكونات الداخلية للجهاز.
اللوحة تحتوي عادةً على طبقات حماية مثل قنوات تصريف خاصة، التي توجه السائل بعيدًا عن الأجزاء الحساسة مثل اللوحة الأم والمعالج. في بعض الحالات، قد تحتوي على غطاء مقاوم للماء يحمي المكونات الداخلية، مما يقلل من فرص حدوث تلف فني.

### شاشات OLED
تم تقديمها في عام 2016 كخيار عرض فاخر لبعض الطرازات.

### قارئ بصمات الأصابع والخيارات لقراء بطاقات الهوية الذكية (NFC)
تم تقديم قارئ بصمات الأصابع كخيار في أجهزة ThinkPad من قبل IBM في عام 2004، مما جعلها واحدة من أولى الحواسيب المحمولة التي تقدم هذه الميزة. يتيح هذا القارئ للمستخدمين تسجيل الدخول بشكل آمن باستخدام بصماتهم بدلاً من كلمات المرور التقليدية، مما يعزز من الأمان والراحة.
كما تم إضافة خيار قارئ بطاقات الهوية الذكية NFC، والذي يتيح للمستخدمين استخدام بطاقات الهوية الذكية أو بطاقات الدفع لدخول النظام أو تنفيذ المعاملات الإلكترونية بشكل آمن وسريع.

### المصباح المدمج (ThinkLight)
هو مصباح LED صغير كان موجودًا في طرازات قديمة من ThinkPad. كان يقع في الجزء العلوي من شاشة العرض (LCD)، وكان يهدف إلى إضاءة لوحة المفاتيح من الأعلى، مما يساعد المستخدمين على الكتابة في بيئات مظلمة. لاحقًا، تم استبدال ThinkLight بـ الإضاءة الخلفية للوحة المفاتيح في الطرازات الأحدث من ThinkPad.

### حماية البطارية
بعض أجهزة ThinkPad، مثل X230 وT430، تمنع استخدام البطاريات غير الأصلية التي تم تقديمها في 2012. هذه الميزة تتطلب أن تحتوي البطاريات الأصلية على رقائق أمان خاصة، وعند استخدام بطاريات غير أصلية، تظهر رسالة تحذير "لا توجد بطارية لينوفو أصلية"، ولن يتم شحن البطارية. الهدف من هذه الميزة هو ضمان سلامة الجهاز وأدائه باستخدام بطاريات معتمدة وآمنة.

## أنظمة التشغيل
أجهزة ThinkPad تم شحنها بنظام تشغيل Microsoft Windows منذ بداية السلسلة وحتى الوقت الحاضر
وفي نوفمبر 1998، قامت IBM بتوثيق جهاز ThinkPad 390 ليعمل بنظام تشغيل SUSE Linux، مما كان خطوة أولى نحو توفير Linux كخيار في أجهزة ThinkPad.
في يوليو 2000، أصدرت الشركة أول جهاز يعمل بنظام لينكس مع جهاز ThinkPad A20m. تم شحن هذا الطراز، إلى جانب الطرازين A21m وT21 وT22، مع نظام التشغيل Caldera OpenLinux مثبتًا مسبقًا.
في عام 2002، توقفت IBM عن تثبيت نظام لينكس بشكل مسبق على أجهزة ThinkPad. ومع ذلك، استمرت الشركة في دعم توزيعات أخرى مثل ريد هات لينكس، وSUSE لينكس إنتربرايز، وTurbolinux من خلال السماح للعملاء بتثبيتها على نماذج مثل A30 وA30p وA31p. واستمر هذا الدعم حتى بعد انتقال الملكية إلى 'لينوفو' مع طراز T60p، حتى سبتمبر 2007.
لكن في العام التالي (2008)، بدأت أجهزة ThinkPad في الشحن مرة أخرى مع نظام لينكس، حيث تم إصدار طرازات R61 وT61 مع خيار SUSE Linux Enterprise كنظام تشغيل مدمج.
في عام 2009، توقفت 'لينوفو' عن تقديم أنظمة تشغيل لينكس مدمجة مع أجهزة ThinkPad. ومع ذلك، استمرت 'لينوفو' في ضمان توافق أجهزة ThinkPad مع لينكس
في عام 2020، قامت 'لينوفو' بتعزيز دعمها لأنظمة لينكس بشكل كبير، حيث أعلنت عن أن أجهزة ThinkPad X1 Carbon Gen 8 و P1 Gen 2 و P53 ستتوفر مع نظام Fedora Linux كخيار مدمج.

## الاستعمال في الفضاء الخارجي

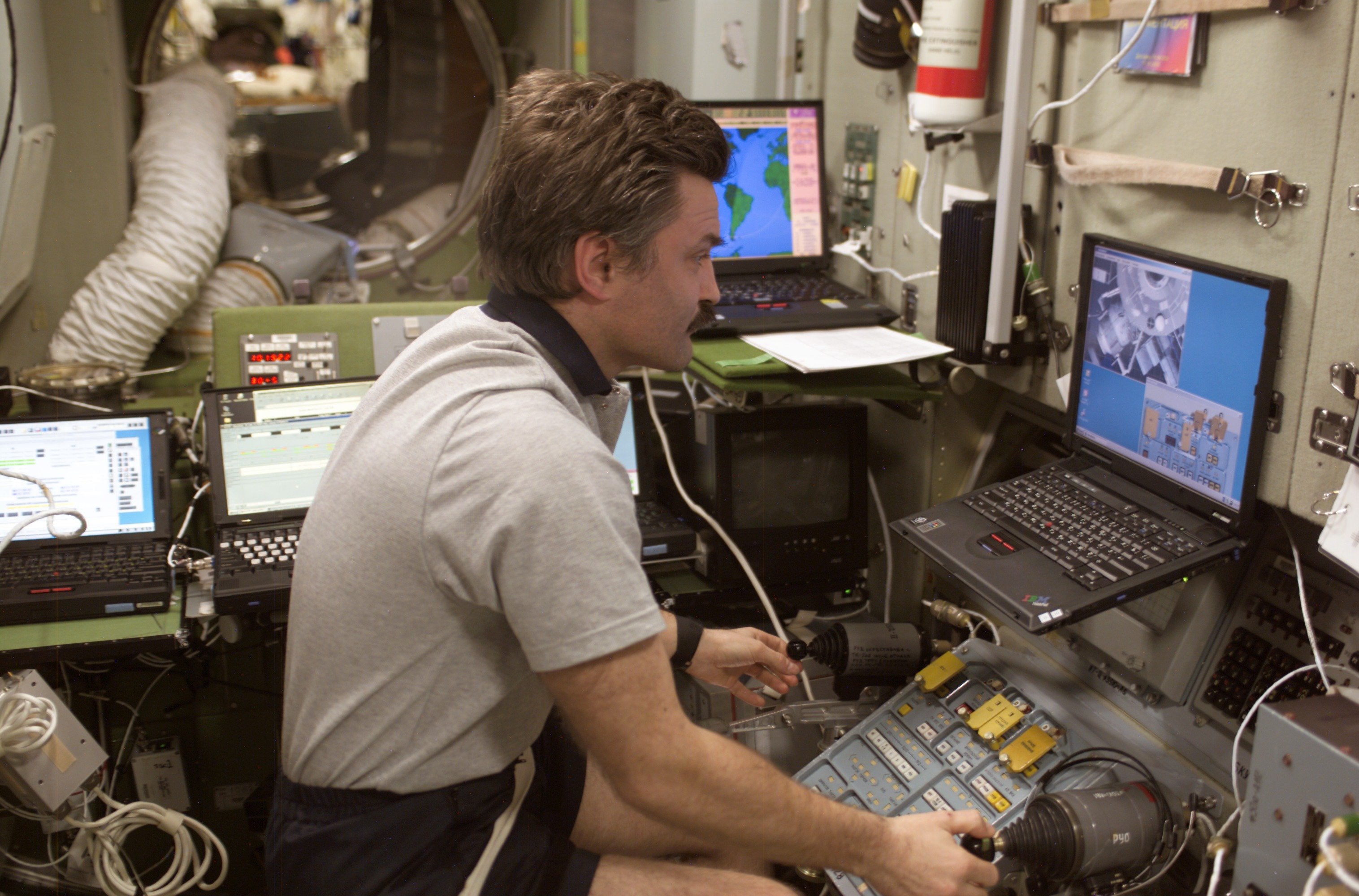
تم استخدام أجهزة ThinkPad في محطة الفضاء الدولية (ISS)، بما في ذلك نماذج 760 و 770 و A21p في عام 2004. كانت هذه الأجهزة جزءًا من المعدات التي استخدمها رواد الفضاء في المحطة للقيام بالمهام اليومية مثل معالجة البيانات والاتصالات.

تم استخدام أجهزة ThinkPad بشكل واسع في برامج الفضاء. اشترت ناسا أكثر من 500 جهاز ThinkPad 750 لأغراض تأهيل الرحلات الفضائية، وتطوير البرمجيات، وتدريب الطاقم. كما استخدم رائد الفضاء جون جلين أجهزة ThinkPad خلال مهمته الفضائية STS-95 في عام 1998.
تم استخدام العديد من نماذج ThinkPad في مهمات مكوك الفضاء، ومنها:
1. ThinkPad 750 (تم استخدامه لأول مرة في ديسمبر 1993 لدعم مهمة إصلاح تلسكوب هابل).
2. ThinkPad 750C
3. ThinkPad 755C
4. ThinkPad 760ED
5. ThinkPad 760XD (نظام الحوسبة المحمول لمحطة الفضاء الدولية).
6. ThinkPad 770
7. ThinkPad A31p (نظام الحوسبة المحمول لمحطة الفضاء الدولية).

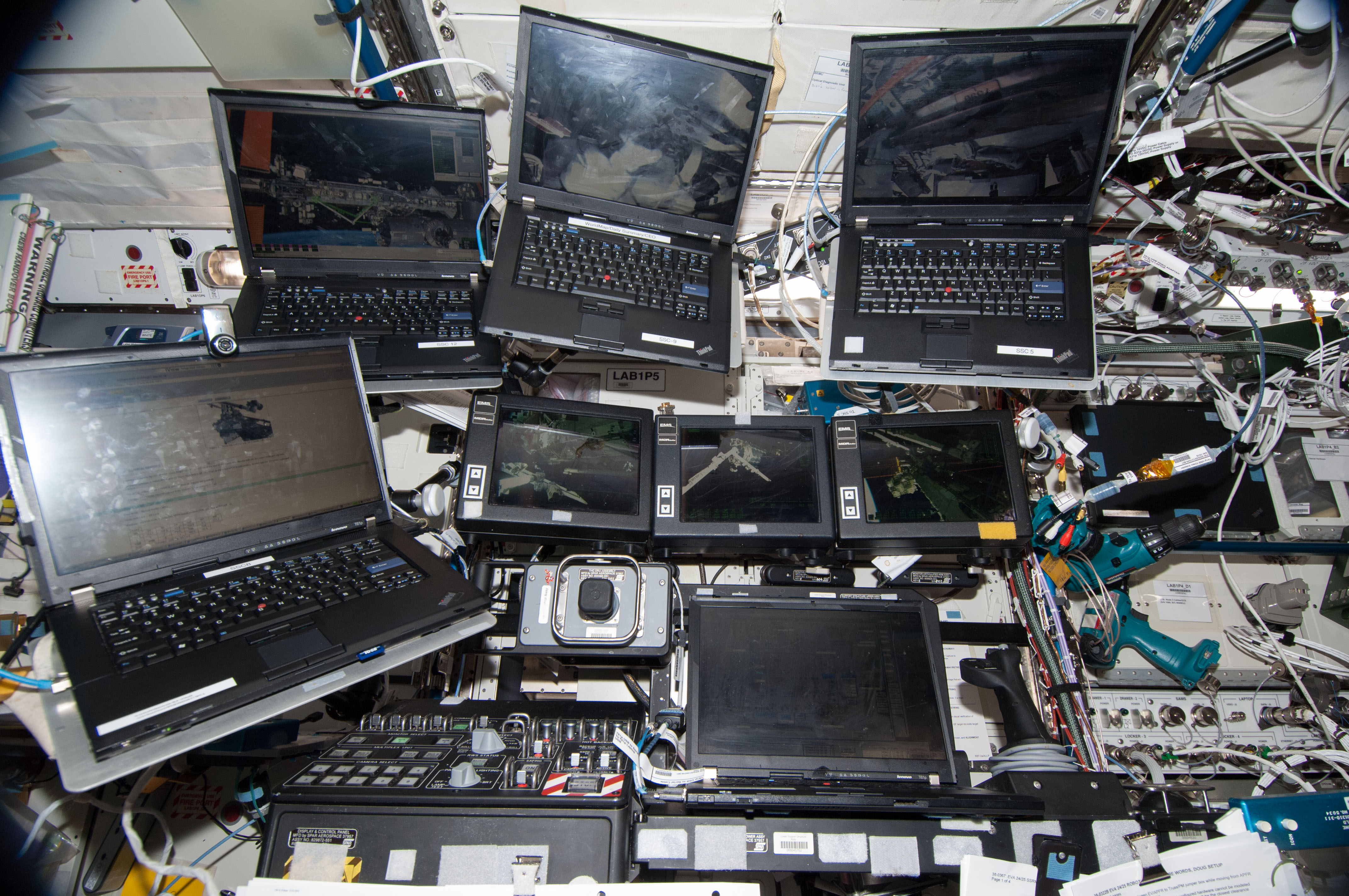
مجموعة من أجهزة اللاب توب في محطة الفضاء الدولية (ISS) في المختبر الأمريكي (2013).

8. ThinkPad T61pمجموعة من أجهزة اللاب توب في محطة الفضاء الدولية (ISS) في المختبر الأمريكي (2013).في 2 ديسمبر 1993، تم استخدام ThinkPad 750 على متن مكوك الفضاء إنديفور خلال مهمة إصلاح تلسكوب هابل. كان الهدف من استخدام الجهاز هو تشغيل برنامج اختبار تابع لوكالة ناسا لفحص تأثير الإشعاع في البيئة الفضائية على الذاكرة والأداء، والتحقق من حدوث أي مشاكل غير متوقعة بسبب الإشعاع الفضائي. كما تم استخدام أجهزة ThinkPad بالتوازي مع جويستيك في تدريب PILOT (محاكي العمليات الطارئة للهبوط)، الذي كان يهدف إلى تدريب رواد الفضاء على كيفية التعامل مع الهبوط في حالات الطوارئ.  إذن، كان ThinkPad أداة حاسوبية حيوية في الفضاء، حيث استخدم في الاختبارات العلمية والتدريب على الهبوط للطواقم الفضائية.[34]

كانت أجهزة ThinkPad هي أجهزة الكمبيوتر المحمولة الوحيدة المعتمدة للاستخدام في محطة الفضاء الدولية لمدة عدة عقود.
أجهزة ThinkPad تم تعديلها لتناسب الظروف الفريدة التي تواجهها في بيئة الفضاء. إليك بعض التفاصيل حول هذه التعديلات:
1. شريط فيلكرو: نظرًا لأن الجاذبية في الفضاء تكون منخفضة (الميكروجرافيتي)، لا يمكن استخدام الأسطح العادية لتثبيت الأجهزة، لذلك تم استخدام شريط فيلكرو لتثبيت أجهزة الكمبيوتر على الأسطح داخل المركبات الفضائية ومحطة الفضاء الدولية. هذا يساعد في ضمان بقاء الأجهزة ثابتة وآمنة في بيئة خالية من الجاذبية.
2. تحسين تبريد المعالج وكارت الفيديو: في الفضاء، لا يرتفع الهواء الدافئ كما يحدث على الأرض بسبب نقص الجاذبية، وهذا يجعل عملية التبريد أكثر صعوبة. لذلك، تم تعديل مراوح التبريد الخاصة بالمعالج وكارت الفيديو لضمان فعاليتها في بيئة ذات كثافة هواء أقل. هذا يعد أمرًا ضروريًا للحفاظ على الأجهزة تعمل بكفاءة دون ارتفاع درجة حرارتها.
3. الطاقة: في محطة الفضاء الدولية، يتم استخدام طاقة بجهد 28 فولت، وهو ما يختلف عن الطاقة المستخدمة في أجهزة الكمبيوتر على الأرض. لذا تم تزويد أجهزة ThinkPad بمحولات خاصة لتمكينها من العمل باستخدام هذه الطاقة.[36]

هذه التعديلات تجعل أجهزة ThinkPad أكثر ملاءمة للاستخدام في بيئات فضائية قاسية، وتضمن أن الأجهزة تبقى تعمل بكفاءة دون التأثر بتحديات مثل نقص الجاذبية والهواء الرقيق.
منذ توقيع عقد جديد مع شركة HP في 2016، تم توفير عدد محدود من أجهزة ZBook المعدلة لاستخدامها في محطة الفضاء الدولية. وبذلك لم تعد أجهزة ThinkPad E

## (2011–مستمرة) E series

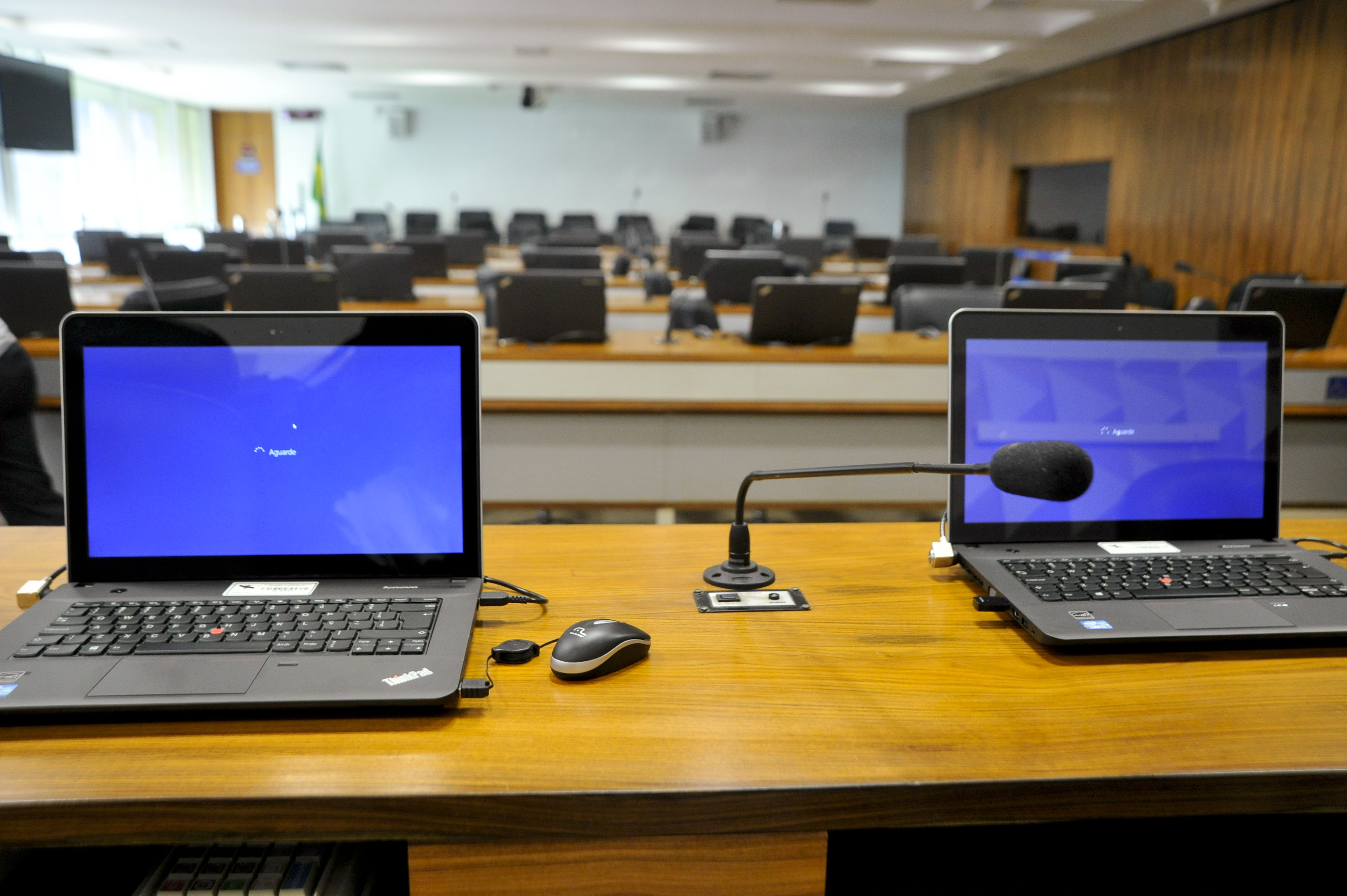
جهازان من سلسلة E (E440)

سلسلة E من ThinkPad هي مجموعة من أجهزة الكمبيوتر المحمولة التي أطلقتها 'لينوفو' في عام 2011، والتي تستهدف بشكل رئيسي المستخدمين من الشركات الصغيرة والمتوسطة وكذلك الأفراد الذين يحتاجون إلى جهاز موثوق بسعر مناسب

## (مستمرة-L series (2010
سلسلة L من ThinkPad هي سلسلة حواسيب محمولة اقتصادية من 'لينوفو'، موجهة للمستخدمين الذين يحتاجون إلى أجهزة موثوقة بسعر معقول. تتميز L series بجودة بناء عالية، أداء جيد مع معالجات Intel أو AMD، خيارات أمان مثل TPM وقارئ البصمات، وبطارية تدوم طويلًا. هي مثالية للأعمال الصغيرة والتعليم والمستخدمين الذين يحتاجون إلى أداء قوي بتكلفة منخفضة.

## (مستمرة-T series (2000
سلسلة T (T Series) من ThinkPad هي سلسلة متينة وموثوقة موجهة للمحترفين والشركات. تتميز بأداء قوي، تصميم متين، لوحة مفاتيح مريحة، عمر بطارية طويل، وميزات أمان متقدمة مثل TPM و قارئ بصمات الأصابع. تحتوي على شاشات عالية الدقة وتستهدف الشركات والمؤسسات التي تحتاج إلى أجهزة قوية وموثوقة.

## (2000-مستمرة ) X series
هي سلسلة من الأجهزة المحمولة الموجهة للمستخدمين الذين يبحثون عن أجهزة خفيفة الوزن وقوية في نفس الوقت. تتميز هذه السلسلة بتصميم مدمج، أداء قوي، عمر بطارية طويل، وشاشات عالية الجودة.

## (مستمرة-P series (2015
سلسلة P من ThinkPad هي سلسلة أجهزة محمولة موجهة للمحترفين الذين يحتاجون إلى أداء عالٍ في المهام الهندسية والتصميمية مثل الرسومات ثلاثية الأبعاد، التصميم المعماري، والتحليل العلمي. تتميز هذه الأجهزة بمعالجات قوية، كروت شاشة احترافية، شاشات ذات دقة عالية، وقدرة على التعامل مع التطبيقات المتطلبة بشكل ممتاز

## (مستمرة-Z series (2022
سلسلة Z من ThinkPad هي سلسلة أجهزة محمولة فاخرة موجهة للمستخدمين الذين يبحثون عن أداء قوي مع تصميم أنيق وفاخر. تجمع هذه السلسلة بين التصميم الراقي و الأداء العالي، وتستهدف بشكل خاص المستخدمين المحترفين الذين يحتاجون إلى أجهزة موثوقة مع إمكانيات متعددة في الأعمال الإبداعية مثل تصميم الرسوميات و التحرير المتقدم. تتميز أجهزة Z series بالمواد الفاخرة مثل الألومنيوم و الكربون، بالإضافة إلى مواصفات متطورة تجعلها خيارًا مميزًا في فئة الأجهزة المحمولة الرفيعة.

## ثينك باد اللوحي ( ThinkPad Tablet )

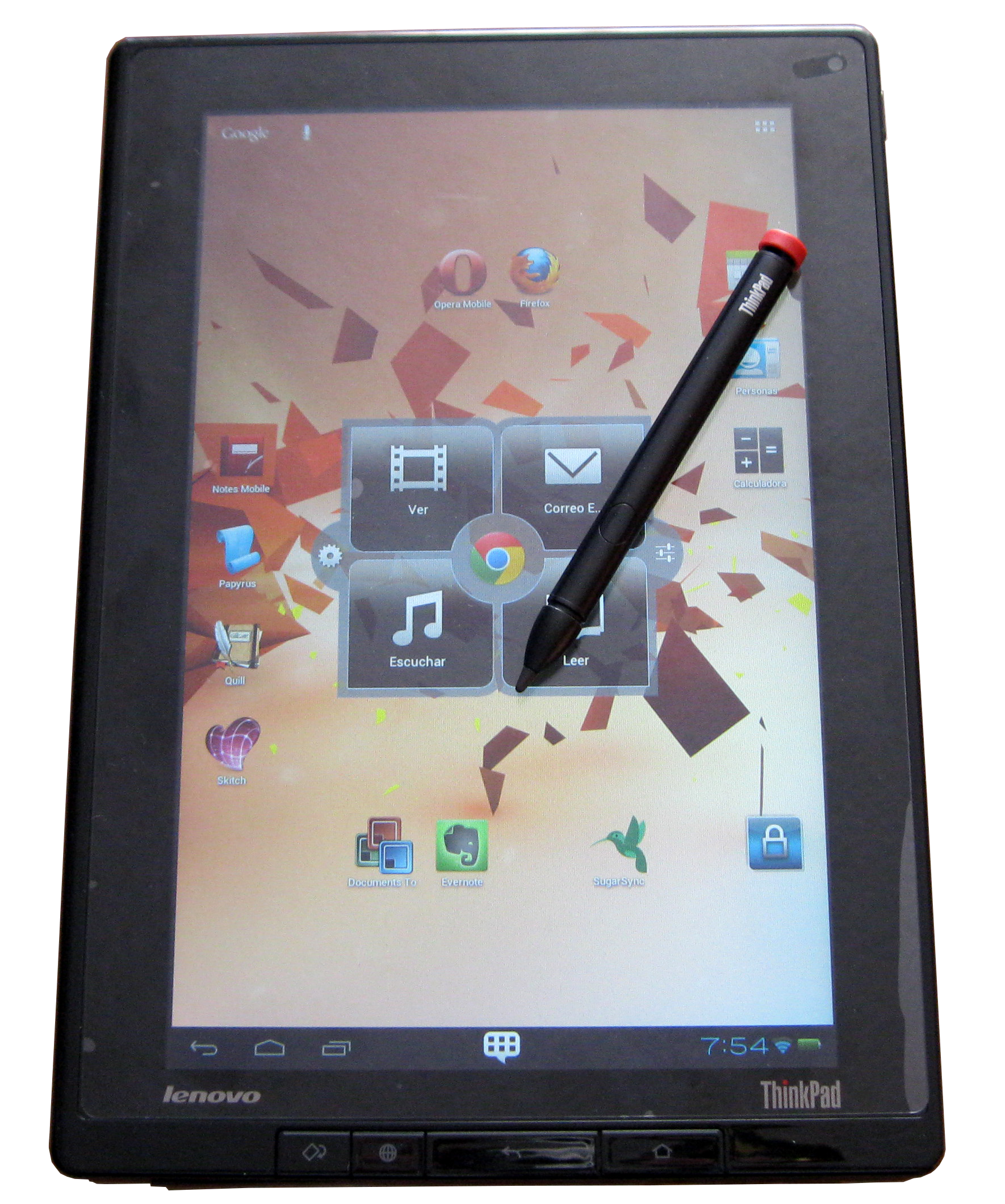
ثينك باد اللوحي 2011

جهاز لوحي صدر في عام 2011 موجه للأعمال من 'لينوفو'
كان الجهاز يأتي مع قلم ضوئي يمكن استخدامه لكتابة الملاحظات

### ثينك باد اللوحي الثاني ( 2 ThinkPad Tablet)
تم اصداره في عام 2012 تحسنت مواصفات التقنية للجهاز وكان يعمل بنظام ويندوز 8 برو
و يدعم القلم الضوئي

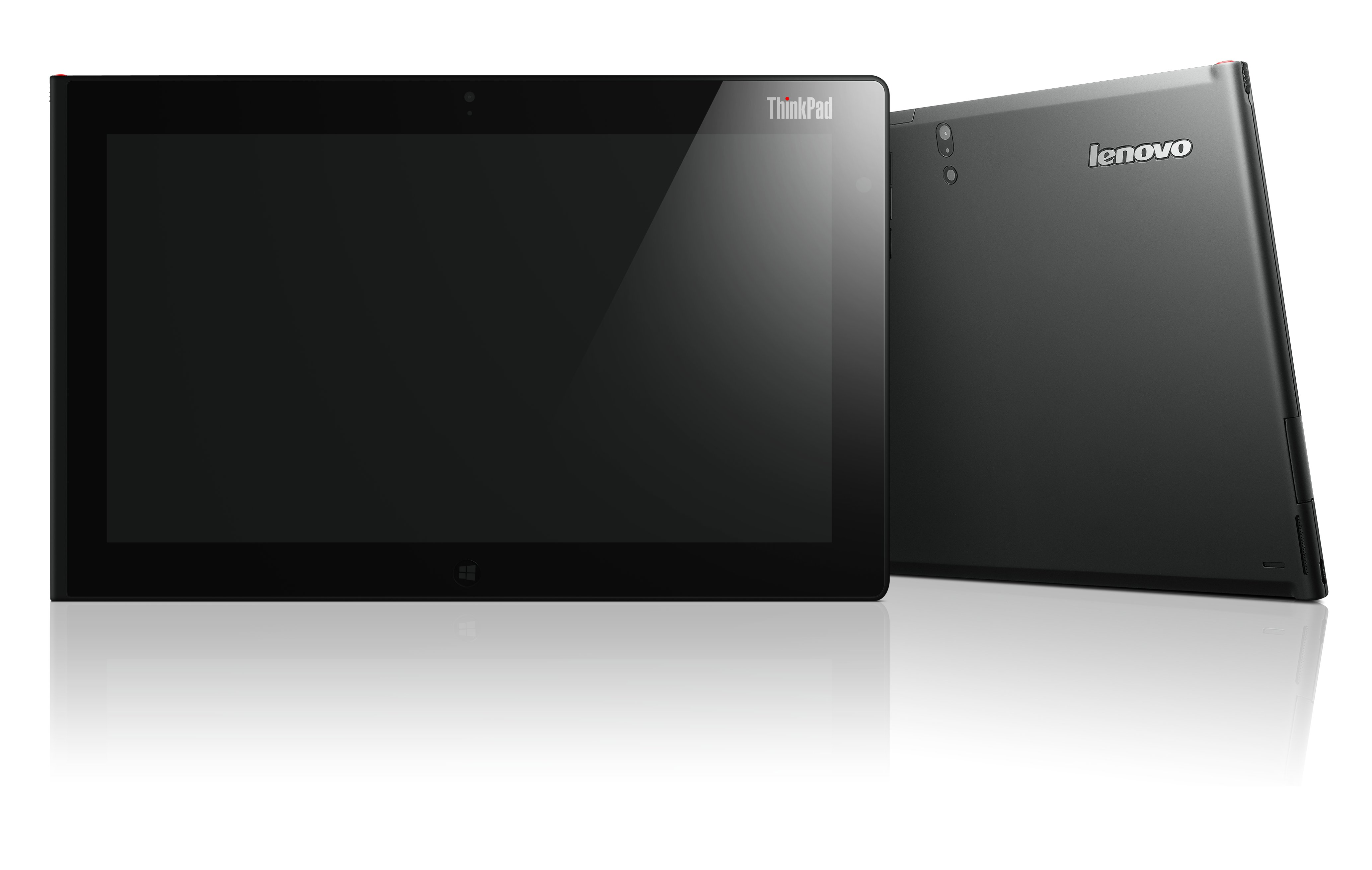
ثينك باد اللوحي 2 (2012)

وتم بعد ذلك اصدار ThinkPad 8 و ThinkPad 10 و ThinkPad X1 Tablet

## وصلات خارجية
- الموقع الرسمي